# Enskede-Årsta-Vantör
Enskede-Årsta-Vantör ist ein Stadtbezirk von Stockholm. Er entstand am 1. Januar 2007 durch Zusammenlegung der Stadtbezirke Enskede-Årsta und Vantör.
Der Stadtbezirk wird durch eine Bucht des Sees Mälaren, dem Årstaviken, von der Stockholmer Innenstadt getrennt. Im Stadtbezirk leben etwa 81.000 Personen. Hier liegt der Friedhof Skogskyrkogården, der zum Weltkulturerbe zählt.

## Gliederung

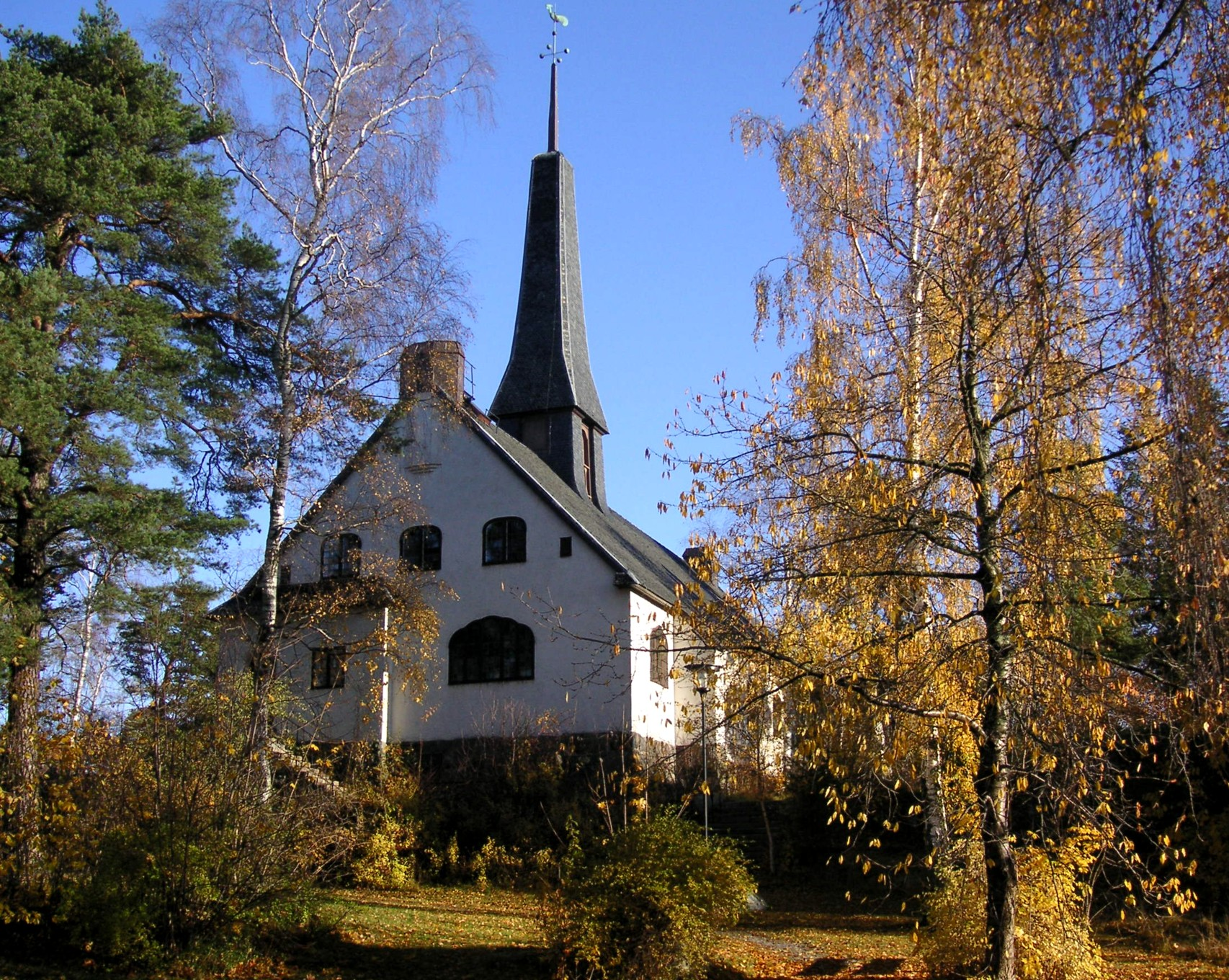
Enskede kyrka

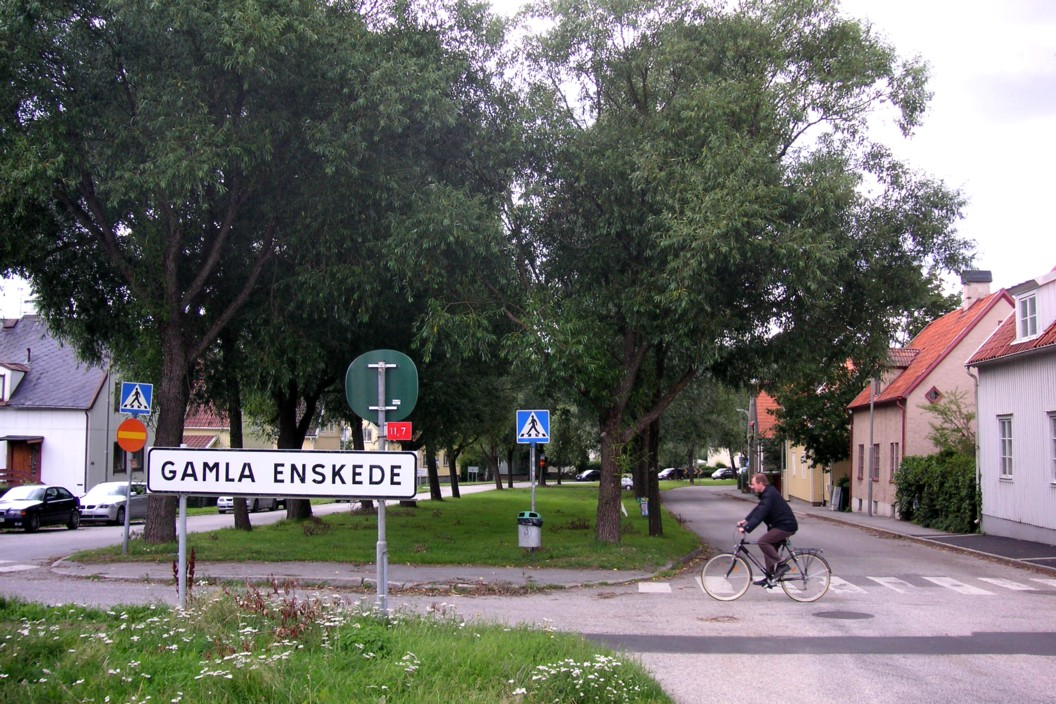
Gamla Enskede 2007

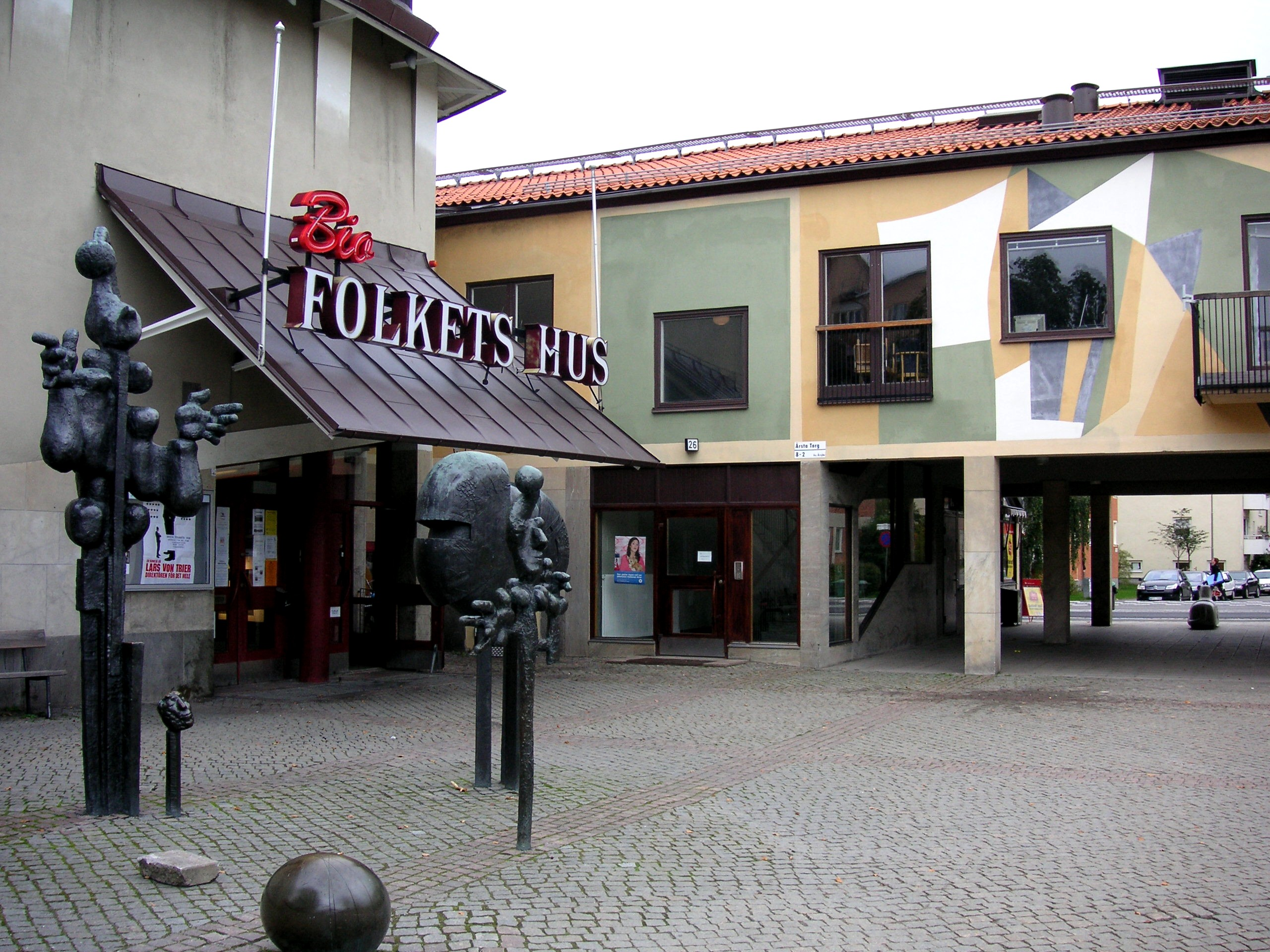
Årsta centrum 2007

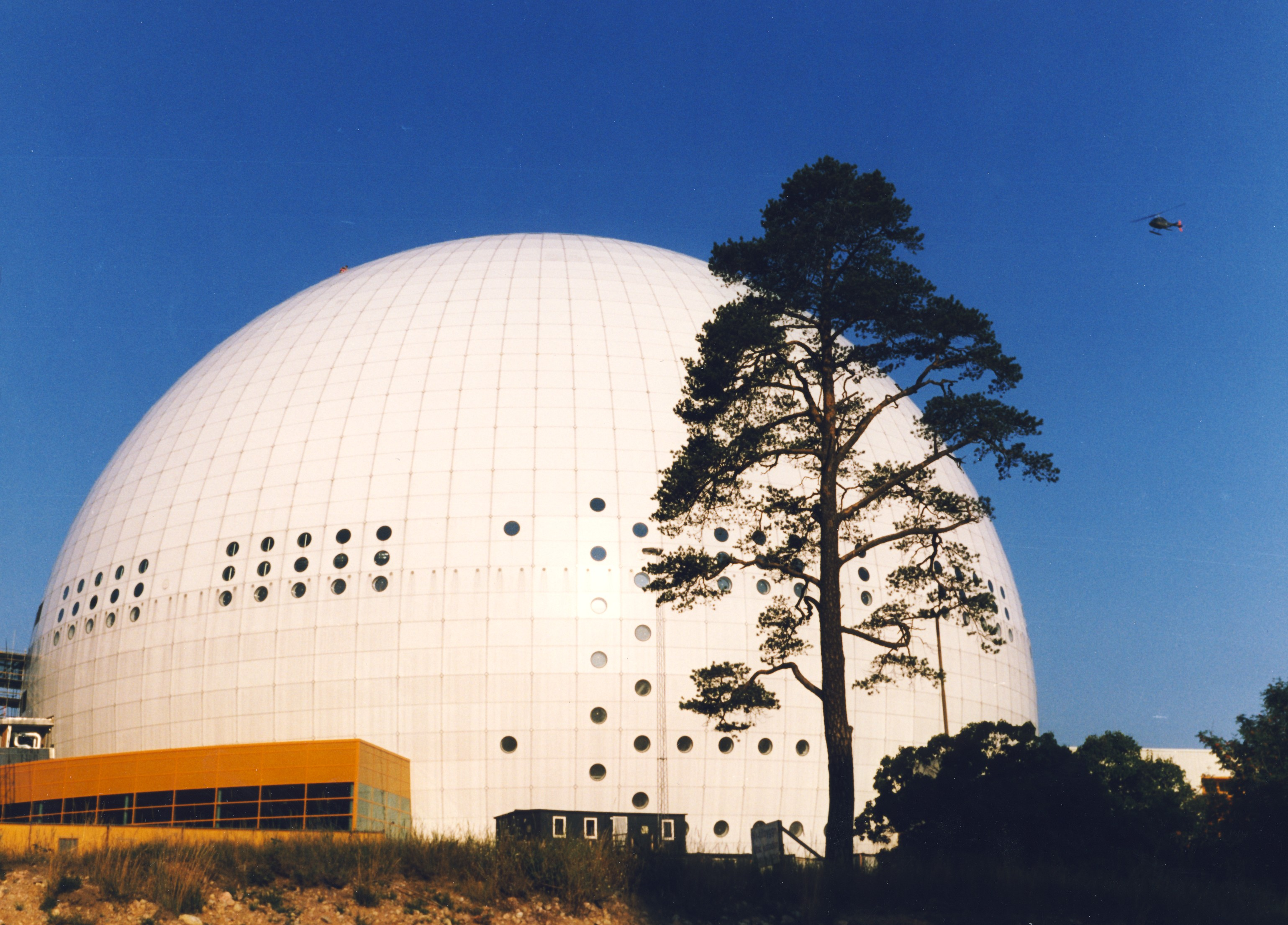
Globen Arena 2006

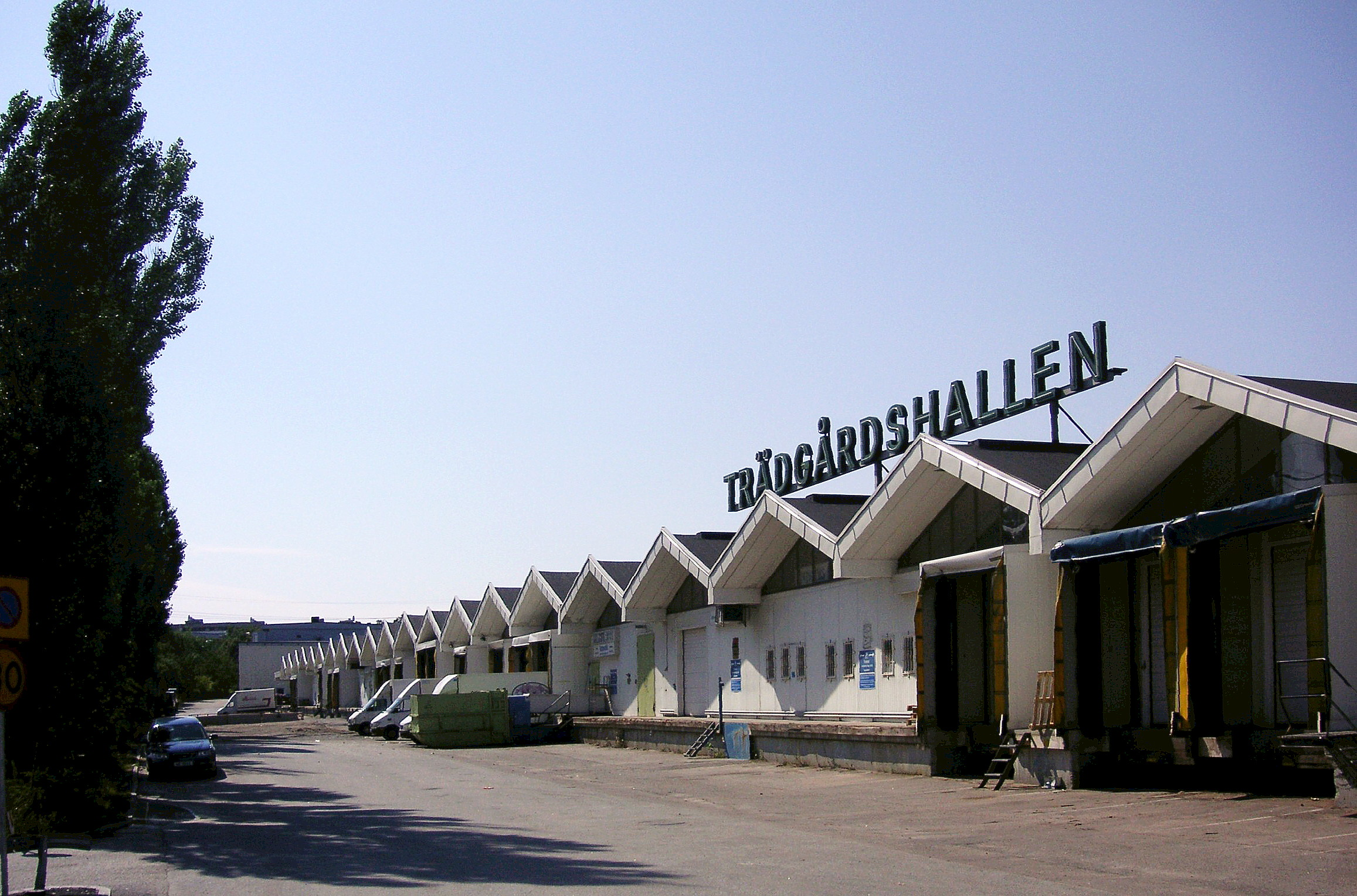
Årsta Partihallar 2007

Enskede-Årsta-Vantör gliedert sich in folgende Gebiete.

### Gamla Enskede
Das Gelände dieses Ortsteils wurde 1904 von der Stadt Stockholm gekauft und seit 1908 bebaut. Nach den Plänen von Per Olof Hallmans entstand hier Stockholms erste Gartenstadt. An einigen Stellen wurden Reihenhäuser nach englischem Vorbild errichtet und in anderen Bereichen entstanden Doppel- und Einfamilienhäuser. Inmitten der kleinen Villen steht auf einer Anhöhe die Kirche von Enskede Enskede kyrka, erbaut 1916 nach den Plänen des Architekten Carl Bergsten.

### Enskede Gård
Auch dieser Ortsteil ging 1904 in das Eigentum von Stockholm über. Die Bebauung besteht hauptsächlich aus kleinen Einfamilienhäusern, doch es kommen auch mehrgeschossige Gebäude vor.

### Årsta
Das Gelände gehört seit 1905 zu Stockholm und bis in die 1940er Jahre gab es hier nur Kleingartenanlagen. 1942 wurden im Osten des Ortsteils die ersten Mietshäuser errichtet. Ursprünglich sollte auch eine U-Bahn-Linie gebaut werden, doch diese Pläne wurden nicht verwirklicht. Als 1953 das kommunale Zentrum Årsta centrum der Architekten Erik und Tore Ahlsén mit Kulturhaus, Theater, Kino und Geschäften eingeweiht wurde, war auch der westliche Bereich des Ortsteils bebaut.
Im Norden wird Årsta von einer langen Bucht des Mälaren, dem Årstaviken, begrenzt.

### Johanneshov
Dieser Ortsteil ist vor allem durch seine großen Sportstätten bekannt. Hier liegt die Mehrzweckarena Globen, das Eisstadion Hovet die Tele2 Arena und das ehemalige Söderstadion. Die Tele2 Arena ist die Heimstätte der Fußballvereine Hammarby IF und Djurgårdens IF.
Die ersten Wohnhäuser entstanden seit etwa 1940 in Johanneshov und das kommunale Zentrum liegt an der U-Bahn-Station Gullmarsplan.

### Östberga
Östberga wird von größeren Industrieparks dominiert. Hier gibt es Lagerhallen und ein Postzentrum, aber auch Neubaugebiete und einen Golfplatz.
Im Westen von Östberga liegen die „Lebensmittelhallen“ Årsta Partihallar von Stockholm. Årsta Partihallar ist ein Großhandelszentrum für hauptsächlich Obst, Gemüse, Fisch und Blumen, das 1962 seine Pforten eröffnete. In neuerer Zeit ist das Handelszentrum zu einem allumfassenden Lebensmittelumschlagplatz geworden, die „Speisekammer von Stockholm“. 2007 umfasste das Zentrum gut 20 Gebäude auf einer Fläche von ca. 300 000 Quadratmetern. Um die 200 Unternehmen betreiben dort Großhandel mit einem Umsatz von jährlich ca. 900 Millionen Kronen.

### Stureby
In diesem Ortsteil entstanden seit 1921 vorwiegend Einfamilienhäuser. Der Name des Ortsteils bezieht sich auf Sten Sture der Jüngere, der hier eine siegreiche Schlacht gegen König Christian II. geschlagen hat.

### Vantör
Die Wohngebiete von Vantör entstanden hauptsächlich in den 1950er und 1960er Jahren im Zusammenhang mit dem Ausbau der Stockholmer U-Bahn. Die einzige Ausnahme ist das Villenviertel Örby, das zum Ende des 19. Jahrhunderts angelegt wurde.
Weitere Ortsteile sind Bandhagen, Högdalen, Rågsved und Hagsätra.

## Söhne und Töchter des Stadtbezirks
- Leni Björklund (* 1944), Politikerin und Generalsekretärin der Schwedischen Kirche
- Lasse Berghagen (1945–2023), Musiker
- Hans Jacobson (1947–1984), moderner Fünfkämpfer und Degenfechter, Olympiasieger
- Håkan Lans (* 1947), Ingenieur und Erfinder
- Harpo (* 1950), Popsänger
- Wanja Lundby-Wedin (* 1952), Gewerkschafterin
- Kjell Bergqvist (* 1953), Schauspieler
- Cats Falck (1953–1984), Fernsehjournalistin
- Gunnel Fred (* 1955), Filmschauspielerin
- Linda Haglund (1956–2015), Leichtathletin
- Anna Lindh (1957–2003), Politikerin (SAP)
- Cecilia Nilsson (* 1957), Schauspielerin
- Thomas Dennerby (* 1959), Fußballspieler und -trainer
- Anders Bagge (* 1968), Komponist, Sänger Bagge & Peer und Produzent
- Karin Petersson (* 1975), Journalistin
- Benny Lekström (* 1981), Fußballspieler
- First Aid Kit, das sind Johanna Söderberg (* 1990) und Klara Söderberg (* 1993), Gesangsduo

## Weiteres
Teile des schwedischen Spielfilms Verdammnis aus dem Jahre 2009 spielen in Enskede.